# Zeleni sršaj
Zeleni sršaj (znanstveno ime Asplenium viride) je vrsta praproti iz družine sršajevk. Od pogostejšega rjavega sršaja (A. trichomanes) se loči po zelenem osrednjem rebru listne ploskve.

## Opis
Listi zelenega sršaja so običajno dolgi 10–20 cm, suličasti in enkrat pernato razrezani. Osrednje listno rebro in pecelj sta zelena, kvečjemu pri tleh je pecelj črnorjav. Na vsakem listu je okoli 30 jajčastih listnih segmentov. Trosišča so podolgovata, po 4–8 na listni segment, zastiralce se kmalu skrči in ob zrelosti ponavadi ni več vidno. Trosi dozorijo v juliju ali avgustu.
Rastlina je diploidna in ima 72 kromosomov.

## Razširjenost
Zeleni sršaj je razširjen v evrosibirski regiji in v Severni Ameriki. Uspeva na senčnih in vlažnih mestih v razpokah apnenčastih skal in zidov. Razširjen je v večini Slovenije, pogosteje v hribovitih in goratih predelih.